# Lunochod 1

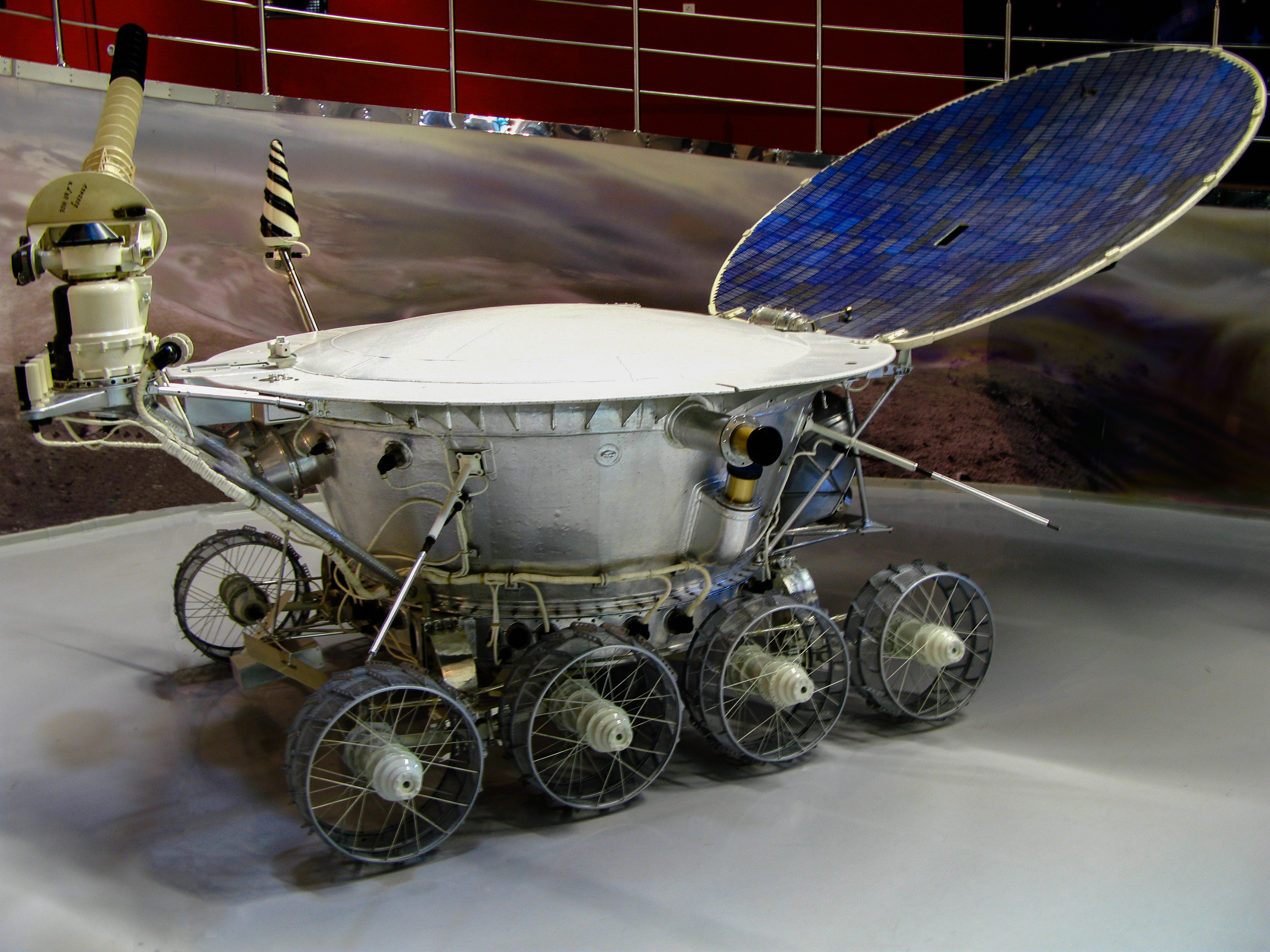
Modell eines Lunochod 1

Lunochod 1 (russisch Луноход ‚Mondgänger‘) war ein sowjetischer Mond-Rover, und der erste Rover überhaupt, der einen fremden Himmelskörper erkundete.
Lunochod wurde von einem fünfköpfigen Team von der Erde aus gesteuert (Kommandant, Fahrer, Betriebsingenieur, Navigator, Funker). Zur Erleichterung der Fahrmanöver waren die Lunochods mit einem Kreiselsystem, einem Bodenfühler und einem Neigungsmesser ausgestattet. Beim Nachfolger Lunochod 2 kam eine dritte Frontkamera zur Verbesserung der Manövrierfähigkeit hinzu.

## Missionsverlauf
Luna 17 wurde von einem Parkorbit um die Erde aus zum Mond gestartet, erreichte den Mondorbit am 15. November 1970 und landete am 17. November 1970 im Mare Imbrium. Danach verließ der unbemannte achträdrige Mondrover Lunochod 1 die Landeeinheit über eine Rampe und begann die Umgebung zu erkunden.
Der Rover arbeitete über elf Monate (geplant waren drei Monate), bis zum offiziellen Missionsende am 4. Oktober 1971. Dies war der 14. Jahrestag des Starts von Sputnik 1. In dieser Zeit legte der Rover 10,54 km zurück, übertrug mehr als 20.000 Bilder, über 200 Panoramen und untersuchte über 500 Bodenproben. Die Batterien lud das Fahrzeug über Solarzellen auf, die in den aufklappbaren Deckel integriert waren. Die Sonde fiel aus, weil die Wärmeabgabe der Poloniumquellen (welche der Beheizung der Instrumente in der kalten Mondnacht dienten) nach fast drei Halbwertszeiten auf ein Siebtel gefallen war und Lunochod einfror.

## Ausrüstung

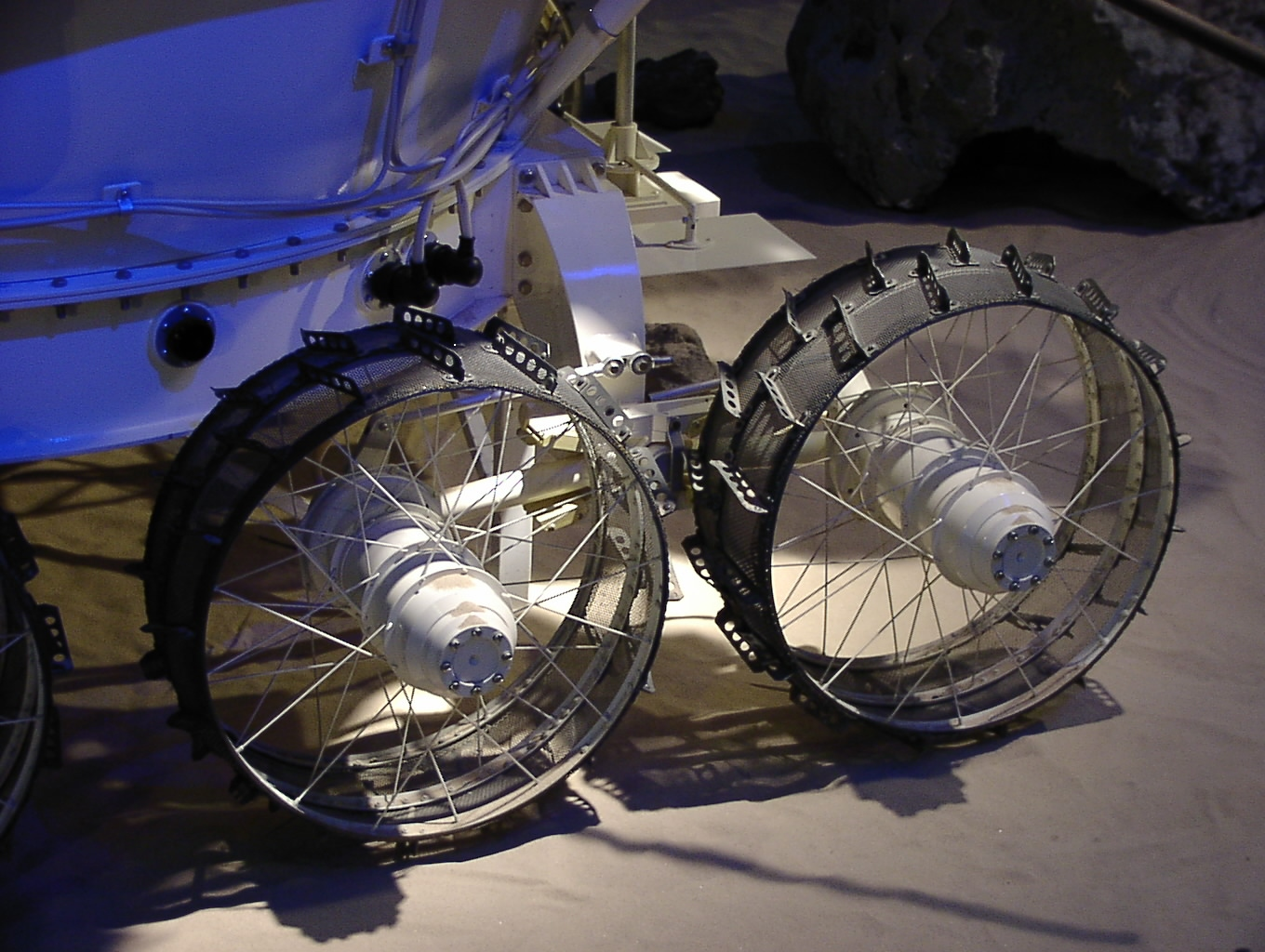
Räder des Lunochods

In regelmäßigen Abständen wurden hochauflösende Panoramen der Umgebung gewonnen. Der Mondboden wurde durch Penetrometer und Röntgenfluoreszenzspektrometer untersucht. Die wissenschaftliche Ausrüstung enthielt ein Kamerasystem, bestehend aus zwei niedrig- und vier hochauflösenden Fernsehkameras, einem Röntgenfluoreszenzspektrometer, einem Penetrometer, einem Strahlendetektor für Protonen, Alpha- und Röntgenstrahlung, einem Strecken- und Geschwindigkeitsmesser, sowie in Frankreich gebaute Reflektoren auf dem Deckel, die das Vermessen der Erde-Mond-Distanz ermöglichten (Lunar Laser Ranging). Zentraler Teil war ein mit Stickstoff gefüllter Behälter, in dem sich die technische Ausrüstung befand. Energie lieferten die Solarzellen im Deckel. Vor dem Auskühlen während der Mondnacht schützte ein Radionuklid-Heizelement, eine kleine Menge Polonium-210, welches mit einer Halbwertszeit von 138 Tagen zerfällt und dabei Wärme abgibt. 

## Fortbewegung und Steuerung
Für das erste von Menschen gebaute Landfahrzeug in extraterrestrischer Umgebung mussten zum Teil neue Grundlagen im Fahrzeugbau geschaffen werden. Lunochod besaß 8 einzeln aufgehängte Räder aus Titan, die jeweils einzeln mit Elektromotoren in den Radnaben angetrieben wurden. Eine Herausforderung war die Kühlung der Elektromotoren, die allein durch Wärmeleitung auf andere Bauteile und durch Wärmestrahlung erfolgen musste, da auf dem Mond das Prinzip der Luftkühlung nicht funktioniert, und Flüssigkeitskühlung aufgrund der extremen Temperaturunterschiede nicht möglich war. Besonderen Entwicklungsaufwand erforderten auch Beschaffenheit und Schmierung gleitender Fahrzeugteile, da diese im Vakuum zum Verschweißen neigen. Deshalb musste das naheliegende Konzept eines Kettenfahrzeugs verworfen werden, die Anzahl bewegter Teile war hier zu groß. Zudem hätten sich Bestandteile des Mondbodens leicht angesammelt und den Antrieb blockiert. Auf eine Lenkvorrichtung wurde aus Gewichtsgründen verzichtet, die Lenkung erfolgte ähnlich wie bei Kettenfahrzeugen durch sich unterschiedlich schnell drehende Räder.
Lunochod wurde im Wesentlichen von der Erde aus ferngesteuert. Zur Navigation übertrugen Fernsehkameras Bilder der Umgebung. Herausfordernd war die große Latenz der Datenübertragung von etwa 1,3 Sekunden pro Richtung. Auf ein am Fernsehbild erkanntes Hindernis konnten die Elektromotoren erst nach 2,6 Sekunden reagieren, zuzüglich der Reaktionsträgheit des Menschen. Um einen Absturz oder Umkippen zu verhindern, war Lunochod mit Sensoren ausgestattet, die ein autonomes Erkennen und Reagieren auf Hindernisse wie steile Abhänge ermöglichten. Ein Ausweichen war durch Rückwärtsfahrt und Rundblick der Fernsehanlage möglich.

## Verbleib des Mondmobils
Die letzte Position des Rovers innerhalb einer Umgebung von einigen Kilometern war jahrelang unbekannt, da seit den 1970ern keine Laserentfernungsmessung mehr ein Ergebnis lieferte.
Im März 2010 wurden Luna 17 und Lunochod 1 schließlich auf Aufnahmen der Sonde Lunar Reconnaissance Orbiter entdeckt, wodurch eine Berechnung der Position möglich wurde: 38,2378° N, 35,0017° W für Luna 17 und 38,3152° N, 35,008° W für Lunochod 1.
Weil die bisherigen Schätzungen um mehrere Kilometer neben der tatsächlichen Position gelegen hatten, waren Versuche, den Laserreflektor von Lunochod 1 anzuvisieren, seit den siebziger Jahren erfolglos geblieben. Nach der Neuberechnung der Parkposition konnte der Reflektor wieder benutzt werden:
Am 22. April 2010 wurden vom Apache-Point-Observatorium erfolgreich Lasermessungen durchgeführt.

## Technische Daten
| Kenngröße       | Daten                                                            |
| --------------- | ---------------------------------------------------------------- |
| Nation          | UdSSR                                                            |
| Einsatzdauer    | 11 Monate                                                        |
| Wegstrecke      | 10.540 m                                                         |
| Ziele           | Erforschung des Mondes, Betrieb eines Rovers                     |
| Startdatum      | 10. November 1970                                                |
| Mondlandung     | 17. November 1970, 38,28° N, 325° O                              |
| Startplatz      | Baikonur                                                         |
| Trägerrakete    | Proton (GRAU-Index 8K82K/11S824)                                 |
| Masse           | 5.600 kg (davon Rover 756 kg)                                    |
| Rovermaße       | etwa 135 cm hoch (ohne Antennen), 220 cm lang sowie 160 cm breit |
| Geschwindigkeit | etwa 2–3 km/h                                                    |
| Missionsende    | 4. Oktober 1971                                                  |